# Medaille für Verdienste um das Grubenrettungswesen
Die Medaille für Verdienste um das Grubenrettungswesen war eine staatliche Auszeichnung  der Deutschen Demokratischen Republik (DDR), welche in Form einer tragbaren Medaille verliehen wurde.

## Geschichte
Die Medaille wurde am 1. November 1951 gestiftet und führte noch bis 1959 die Bezeichnung Ehrenzeichen. Am 2. November 1955 erfolgte für die mehrmalige Verleihung der Medaille dann die Stiftung einer Silbernen und Goldenen Spange. Verliehen wurde die Medaille für persönliche Tapferkeit und selbstlosen Einsatz bei der Rettung von Menschen und Bekämpfung von Havarien. Ferner auch für hervorragende Leistungen bei der Durchsetzung des wissenschaftlich-technischen Fortschritts im Grubenrettungswesen und Grubengasschutzwesen, aber auch für die Erhöhung der Einsatzbereitschaft von Gruben- bzw. Gasschutzwehren. Die Verleihung erfolgte sowohl an Einzelpersonen wie auch Kollektive, wobei bei Kollektiven bis sechs Personen jeder die Medaille nebst Urkunde erhielt. Die Verleihungshöchstzahl war allerdings auf nur 15 Verleihungen jährlich begrenzt.

## Aussehen und Trageweise
Die zunächst aus bronziertem Aluminium bestehende Medaille mit einem Durchmesser von 38 mm zeigt auf ihrem Avers mittig einen Grubenwehrmann mit Schutzhelm, an dessen Bergmannsanzug ein Gasschutzgerät hängt. In seiner rechten Hand hält er eine Spitzhacke. Allerdings wird dieser nur in seiner Spitze und einen kleinen Teil des Stiels dargestellt, ebenso die Füße des Bergmannes, die nur etwa bis zur Oberschenkelhöhe reichen. Links und rechts des Bergmannes befindet sich das Symbol der Bergbaues, ein gekreuztes Schlägel-und-Eisen-Symbol. Die Umschrift lautet: GLÜCK AUF! (oben), wobei die beiden Wörter durch den Kopf des Bergmannes getrennt sind und GRUBENWEHR unter den Oberschenkeln des Bergmannes. Das Revers der Medaille zeigte bis 1978 eine Friedenstaube und ab 1978 dann das Staatswappen der DDR. 1978 wurde die Medaille aus Bronze gefertigt und ab 1978 zusätzlich vergoldet. Getragen wurde die Medaille zunächst an einer 30 × 21 mm hellorange bespannten Spange, in dessen zwei waagerechte 1,5 mm breite schwarze Mittelstreifen eingewebt waren. Dazwischen befand sich eine messingfarbene Spange mit der Aufschrift: GRUBENWEHR. An 1970 war die Spange dann nur noch 28 × 21 mm groß und ihre schwarzen Mittelstreifen um 0,5 mm auf 1 mm Breite verschmälert wurde. Auch das Band der Medaille selber änderte sich von zunächst hellorange in ein gelb. Die bereits erwähnte aufgelgte Spange blieb zunächst gleich, war jedoch 5 mm breit und zeigte zusätzlich noch ein auf der Spitze stehendes 16 mm großes Quadrat, welches vom Schriftzug GRUBENWEHT überdeckt wurde. Sowohl Schriftbalken als auch Quadrat waren aus einem Stück geprägt. In seinen beiden sichtbaren Ecken lagen wiederum der gekreuzte Schlägel und Eisen. Für eine mehrmalige Verleihung waren diese Teile, versilbert bzw. vergoldet. Getragen wurde die Medaille wie die Interimsspange, die von gleicher Beschaffenheit war, auf der linken oberen Brustseite.